# Ciudad de los hombres
Ciudad de los hombres (en portugués: Cidade dos homens) es una serie de televisión brasileña de Kátia Lund y Fernando Meirelles, los directores de la película Ciudad de Dios. La miniserie fue vista por 35 millones de televidentes en Brasil y fue expedida internacionalmente en DVD poco tiempo después.
La serie narra las historias de Acerola y Laranjinha, dos mejores amigos que viven en una peligrosa favela de Río de Janeiro, dentro de una comunidad de traficantes de drogas y de adolescentes tratando de alcanzar sus sueños.

## Producción
La idea de producir la serie surgió después de la exhibición, el 28 de diciembre de 2000, de un episodio especial de fin de año del programa Brava Gente intitulado Palace II, y basado en la obra Ciudad de Dios de Paulo Lins. Este especial fue adaptado por Fernando Meirelles y Katia Lund. Laranjinha y Acerola son personajes creados por Braulio Mantovani. Uólace es un nombre creado por Rosa Amanda Strausz.
Se cita como un “spin off” de la película; de hecho Douglas Silva, que interpreta el papel de Acerola, y Darlan Cunha, que interpreta a Laranjinha también interpretan a Dadinho y Filé com Fritas, respectivamente, en Ciudad de Dios. La serie es menos violenta y más ligera en cuanto a trama, sin embargo ambas comparten aspectos comunes como: directores, algunos de los actores, y el estar situado en la favela, fondo de delincuencia y pobreza.
La serie fue una coproducción del estudio de Meirelles (O2 Filmes) y de Globo TV, la más grande cadena televisiva en Brasil. La serie se transmitió los viernes a las 11 p. m., tiempo local de Brasil, durante cuatro temporadas.
Cada temporada se llevó al aire un año después de la previa, y los personajes, así como los actores que los interpretan, se les ve crecer y madurar de una temporada a la otra. Dado esto, las historias de cada temporada reflejan las tribulaciones de unos chicos pobres de Río de Janeiro dentro de su respectivo grupo de edad: en la primera temporada los personajes tienen unos 13 años, apenas saliendo de la niñez y entrando a la adolescencia. En la cuarta (y última) temporada, tienen 17 años, a punto de ser adultos, y sus dilemas reflejan esa etapa de la vida. En el 2007 se producirá una película con Laranjinha y Acerola celebrando sus 18 años de edad.
Quizás sea coincidencia que Silva y Cunha hayan interpretado papeles en la película Palace II, un filme que también tiene lugar en una favela (la de Ciudad de Dios, en particular), con los mismos nombres de sus personajes en Ciudad de Hombres, pero con Silva en el papel de Laranjinha y Cunha el de Acerola.

## Episodios
Las fechas descritas abajo son las emisiones al aire originales en Globo TV y de salida a venta de DVD en Brasil (exceptuando la venta internacional del DVD)

### Primera temporada
Producida  en 2002 (del 4 al 18 de octubre), en DVD 12 de febrero de 2003.
1. A Coroa do Imperador (La Corona del Emperador/The Emperor's Crown)
  - La maestra de historia anuncia un plan sorpresa para llevar a la clase a un paseo educativo para ver la Corona del Emperador (Pedro II de Brasil). Pero Laranjinha y Acerola reciben la noticia con ambivalencia, ¿Cómo se supone que han de conseguir los R$6.50 que les costará a cada uno asistir? Acerola y Laranjinha tratan de reunir el dinero para el paseo. En tanto, una guerra explota en la favela y Acerola se da cuenta de sus similitudes con las Guerras Napoleónicas.
2. O Cunhado do Cara (El Cuñado del Hombre/The Man's Brother-in-Law)
  - Cuando la hermana de Acerola empieza a salir con el líder de la favela (el traficante)  todo mundo de pronto empieza a respetarle. Nunca había contado con tal estatus en su barrio antes – ni tanta tentación para abusar de ello. Acerola va demasiado lejos con sus nuevos poderes y pone en peligro su amistad con Laranjinha.
3. Correio (Correo/The Post)
  - Laranjinha y Acerola se convierten en los carteros de la favela. La favela de Acerola es tan peligrosa que ni el gobierno se atreve a repartir el correo ahí, este es un serio problema que importuna a los residentes y que lleva al líder de los narcotraficantes a nombrar a Acerola el cartero extraoficial. Es un buen plan… hasta que Acerola y Laranjinha tratan de mejorar el sistema e inician un proyecto para nombrar las calles de la favela.
4. Uólace e João Vitor (Uólace y João Vitor)
  - Un día en la vida de Uólace (Laranjinha) y João Victor. En un día común, Laranjinha, de 13 años, lucha por sobrevivir es su peligrosa favela, donde la violencia y el hambre son el pan de cada día. Al mismo tiempo, João Vitor (Thiago Martins), de 13 años, tiene una perspectiva radicalmente diferente. João Vitor es un chico de clase media criado por una madre soltera. Las aparentes diferencias entre ambas vidas son disipadas por sus similitudes.

### Segunda temporada
Producida en 2003 (del 14 de octubre al 11 de noviembre), en DVD  el 27 de febrero de 2004.
1. Sábado (Sábado/Saturday)
  - Como la mayoría de los adolescentes viviendo en favelas, Laranjinha y Acerola no pueden esperar a que llegue el sábado para ir al baile de funk carioca. Armado con un nuevo peinado, Laranjinha se encuentra dispuesto a pasar una noche entera de fiesta, y de ligarse a por lo menos cuatro hermosas chicas. En tanto, Acerola espera impresionar a su compañera de clase (Camila Monteiro) con su actuación en un grupo de danza funk.
2. Dois Pra Brasília (Dos Para Brasilia/Two Tickets to Brasilia)
  - Con la determinación de ayudar a la chica que le gusta a sacar a su abuelo de prisión (ya que ha estado en prisión dos años más después del término de su sentencia), Acerola solicita la ayuda de Laranjinha y de una videocámara prestada en el barrio para filmar su viaje a la ciudad capital de Brasilia. Ahí entregará una carta al presidente Luiz Inácio Lula da Silva.
3. Tem Que Ser Agora (Tiene que ser Ahora/It Has To Be Now)
  - La playa, la gran niveladora de la sociedad brasileña, donde todas las clases sociales se encuentran. Laranjinha y Acerola, que han sido encomendados la misión de entregar algunas tablas de surf, se dirigen a la costa y encuentran ahí a todo Río. El día tiene un inesperado cambio cuando los chicos escuchan un rumor que, si resulta verdad, podría tener serias consecuencias. Laranjinha flirtea con Camila y se da cuenta de que es una chica de clase media-alta. Duda trata de evadir a João cuando cae en cuenta que es de la favela. Repentinamente,  un grupo de playboys de clase media inician una confrontación. Entre toda esta confusión los chicos adolescentes solo pueden pensar en una cosa: perder su virginidad.
4. Os Ordinários (Los Ordinarios/The Ordinaries)
  - Mientras surfea, Acerola salva a un rico chico nipo-brasileño, esto inicia una inesperada amistad que cruza barreras socioeconómicas y de raza. Acerola, Laranjinha y João empiezan a socializar con el chico y su hermano, que son de São Paulo, el resultado es un grupo al que llaman “los ordinarios”.
5. Buraco Quente (Zona Caliente/Hot Spot)
  - Espeto (Phelipe Haagensen), el primo de Laranjinha, es gerente del tráfico de drogas en su zona.  Al tener una experiencia que casi lo mata Espeto quiere dejar el negocio, pero salir puede ser difícil, así que Laranjinha y Acerola tratan de ayudar. ¿Podrán los chicos sacarlo del negocio, o será que dar vuelta a la página le pueda costar su vida?

### Tercera temporada
Producida en el 2004 (del 24 de septiembre al 22 de octubre), en DVD el 30 de marzo de 2005
1. A Estréia (El Estreno/Opening Night)
  - Cuando la madre de Acerola sale de la ciudad un fin de semana y lo deja sin chaperón, los chicos se tornan en solteros buscando poner a prueba sus tácticas de conquista con algunas chicas del barrio. ¿Será la noche de sábado la fiesta de amor que tenían en mente?
2. Foi Sem Querer (Fue Sin Querer/It Was an Accident)
  - Laranjinha conquista a una bella chica que resulta tener novio; éste enfurece de celos y Laranjinha tiene que acudir a Acerola por ayuda. Al mismo tiempo, los chicos intentan un nuevo negocio para recaudar fondos para el centro comunitario de la favela.
3. Vacilo É Um Só (Sólo se Falla una Vez/Can't Screw Up Twice)
  - El aprender de los hábitos reproductivos de las hormiguitas en la escuela lleva a Laranjinha, Acerola y a sus compañeros de clase a pensar en su propia sexualidad. En tanto, Acerola trata de ayudar al líder del centro comunitario de la favela para mantenerse fuera de problemas.
4. Hip Samba Hop
  - Laranjinha y Acerola deciden ir con Espeto a São Paulo. Una vez ahí, descubren la vibrante cultura de hip-hop de la ciudad y se sumergen en la experiencia - así como en el drama que la acompaña.
5. País e Filhos (Padres e Hijos/Fathers and Sons)
  - Laranjinha y Acerola solicitan su seguro social en el trabajo, esto los lleva a pensar en sus futuros y da inicio a la búsqueda de Laranjinha de su propio padre “perdido”. ¿Encontrará la figura paterna que ha estado buscando?

### Cuarta Temporada (final)
Producida en 2005 (de 18 de noviembre al 16 de diciembre), en DVD el 25 de abril de 2006.
1. A Fila (La Fila/The Line)
2. Tá Sobrando Mês (Está Sobrando Mes/Too Many Days in a Month)
3. Atração Fatal (Atracción Fatal/Fatal Attraction)
4. As Aparências Enganam (Las Apariencias Engañan/Appearances Can Be Deceiving)
5. Em Algum Lugar do Futuro (En Algún Lugar del Futuro/Somewhere in the Future)N

producido por alejandra garcia

## Banda sonora
- "Homem Amarelo" - O Rappa
- "Qual é?" - Marcelo D2
- "A Fumaça Já Subiu pra Cuca" - Bezerra da Silva
- "Morro e Asfalto" - Darlan Cunha / Thiago Martins
- "Vem Cristiane" - MC Tam
- "Us Mano e As Mina" - Xis
- "Sonho Juvenil (Garoto Zona Sul)" - Jovelina Pérola Negra
- "João Teimoso" - MC Pé de Pano
- "Prioridades" - Bnegão
- "Quando Eu Contar (Iaiá)" - Zeca Pagodinho
- "Dama Tereza" - Sabotage
- "Sou Feia Mas Tô na Moda" - Tati Quebra Barraco
- "Menina Crioula" - Jorge Ben Jor
- "Lixo do Mangue" - Chico Science e Nação Zumbi